# Provincia di Nador
La provincia di Nador è una delle province del Marocco, parte della Regione Orientale.
All'interno della provincia di Nador si trova l'enclave spagnola di Melilla.

## Geografia fisica
Nel 2009 una parte del suo territorio è stato scisso per formare la nuova provincia di Driouch. Si trova ad est di Driouch e ad ovest di Berkane.
La sua popolazione nel 2004 era di 728.634.

## Geografia antropica

### Suddivisioni amministrative
La provincia di Nador, prima della scissione, contava 5 municipalità e 41 comuni:

#### Municipalità
- Al Aaroui
- Beni Ensar
- Nador
- Zaio
- Zeghanghane

#### Comuni
- Afsou
- Ain Zohra
- Ait Mait
- Al Barkanyene
- Amejjaou
- Arekmane
- Azlaf
- Ayt Chiker
- Ben Taieb
- Beni Bouifrour
- Beni Marghnine
- Beni Oukil Oulad M'Hand
- Beni Sidel Jbel
- Beni Sidel Louta

- Bouarg
- Boudinar
- Dar El Kebdani
- Driouch
- Farkhana
- Hassi Berkane
- Iaazzanene
- Iferni
- Ihddaden
- Ijermaouas
- Iksane
- M'Hajer
- Midar
- Ouardana

- Oulad Amghar
- Oulad Boubker
- Oulad Daoud Zkhanine
- Oulad Settout
- Ras El Ma
- Selouane
- Tafersit
- Talilit
- Tazaghine
- Temsamane
- Tiztoutine
- Trougout
- Tsaft